# Governors Island, Newfoundland
Governors Island är en ö i Kanada.   Den ligger i provinsen Newfoundland och Labrador, i den östra delen av landet, 1 400 km öster om huvudstaden Ottawa.
Runt Governors Island är det ganska glesbefolkat, med 24 invånare per kvadratkilometer.